# 卵巢扭轉
卵巢扭轉（Ovarian torsion）是指卵巢相對其週邊組織扭轉，因此卵巢血流量減少的症狀。常見症狀有單側的骨盆腔疼痛。多半的疼痛是突發性的，不過也有例外，其他的症狀包括有恶心，其併發症有感染、出血或是不孕。
風險因子有卵巢囊腫、卵巢增大、卵巢腫瘤、妊娠、生育治療或是曾接受過輸卵管結紮。診斷可以用經陰道超音波或X射线计算机断层成像佐證，不過無法完全取代診斷。手術是最可靠進行診斷的方式。
治療方式是動手術，可能是將扭轉的卵巢恢復原位並設法固定，或是移除卵巢。卵巢扭轉的症狀就算已持續一段時間，卵巢也常常會自行復原到正常的位置。若曾有卵巢扭轉的病患，另一個卵巢扭轉的機率是10%。卵巢扭轉的診斷相對來說少見，每年每十萬名女性中，只有6名有卵巢扭轉。卵巢扭轉最常出現在生育年齡，但在任何年齡都可能出現。